# Campeonato Argentino de Mayores 2005
El Campeonato Argentino de Mayores de 2005 fue la sexagésimo-primera edición del torneo de uniones regionales organizado por la Unión Argentina de Rugby. El torneo se llevó a cabo entre el 19 de febrero y el 2 de abril de 2005.
A partir de esta temporada, la Zona Campeonato volvió a ser compuesta por ocho equipos divididos en dos grupos y una fase final a eliminación directa. Por otro lado, la Zona Desarrollo fue eliminada y sus equipos fueron integrados a la Zona Ascenso, la cual pasó a ser compuesta por cuatro zonas y una fase final. Además, durante esta edición se disputó también el Campeonato Argentino M23, cuyos encuentros se disputaron en forma de partidos preliminares a los encuentros de la Zona Campeonato.
Participó por primera vez durante esta edición la Unión de Rugby de los Lagos del Sur y la Unión de Rugby San Luis, nuevas uniones regionales fundadas en 2001 y 2003, respectivamente. La URSL representaba a los clubes de la Provincia de San Luis mientras que la URLS abarcaba a los clubes de San Carlos de Bariloche y sus alrededores en la Provincia de Río Negro, incluyendo zonas en la Provincia del Chubut y Neuquén. 
La Unión de Rugby de Tucumán obtuvo el campeonato de forma invicta y venciendo 28-9 en la final a la Unión de Rugby de Cuyo, consiguiendo así su octavo campeonato y el primero desde 1993. La Zona Ascenso fue ganada por la Unión Santafesina de Rugby, que derrotó en la final al seleccionado de la Unión de Rugby del Alto Valle de Río Negro y Neuquén.

## Equipos participantes
Disputaron esta edición los seleccionados provenientes de veinticuatro uniones provinciales: ocho en la Zona Campeonato y dieciséis en la Zona Ascenso.
| División                  | Equipo              | Unión                                                     |
| ------------------------- | ------------------- | --------------------------------------------------------- |
| Zona Campeonato 8 equipos | Buenos Aires        | Unión de Rugby de Buenos Aires                            |
| Zona Campeonato 8 equipos | Córdoba             | Unión Cordobesa de Rugby                                  |
| Zona Campeonato 8 equipos | Cuyo                | Unión de Rugby de Cuyo                                    |
| Zona Campeonato 8 equipos | Mar del Plata       | Unión de Rugby de Mar del Plata                           |
| Zona Campeonato 8 equipos | Nordeste            | Unión de Rugby del Nordeste                               |
| Zona Campeonato 8 equipos | Rosario             | Unión de Rugby de Rosario                                 |
| Zona Campeonato 8 equipos | Salta               | Unión de Rugby de Salta                                   |
| Zona Campeonato 8 equipos | Tucumán             | Unión de Rugby de Tucumán                                 |
| Zona Ascenso 16 equipos   | Alto Valle          | Unión de Rugby del Alto Valle de Río Negro y Neuquén      |
| Zona Ascenso 16 equipos   | Austral             | Unión de Rugby Austral                                    |
| Zona Ascenso 16 equipos   | Centro              | Unión de Rugby del Centro de la Provincia de Buenos Aires |
| Zona Ascenso 16 equipos   | Chubut              | Unión de Rugby del Valle del Chubut                       |
| Zona Ascenso 16 equipos   | Entre Ríos          | Unión Entrerriana de Rugby                                |
| Zona Ascenso 16 equipos   | Formosa             | Unión de Rugby de Formosa                                 |
| Zona Ascenso 16 equipos   | Jujuy               | Unión Jujeña de Rugby                                     |
| Zona Ascenso 16 equipos   | Lagos del Sur       | Unión de Rugby de los Lagos del Sur                       |
| Zona Ascenso 16 equipos   | Misiones            | Unión de Rugby de Misiones                                |
| Zona Ascenso 16 equipos   | Oeste               | Unión de Rugby del Oeste de Buenos Aires                  |
| Zona Ascenso 16 equipos   | San Juan            | Unión Sanjuanina de Rugby                                 |
| Zona Ascenso 16 equipos   | San Luis            | Unión de Rugby San Luis                                   |
| Zona Ascenso 16 equipos   | Santa Fe            | Unión Santafesina de Rugby                                |
| Zona Ascenso 16 equipos   | Santiago del Estero | Unión Santiagueña de Rugby                                |
| Zona Ascenso 16 equipos   | Sur                 | Unión de Rugby del Sur                                    |
| Zona Ascenso 16 equipos   | Tierra del Fuego    | Unión de Rugby de Tierra del Fuego                        |

## Formato
Los veinticuatro equipos participantes fueron divididos en dos categorías: Zona Campeonato y Zona Ascenso.
Zona Campeonato
La Zona Campeonato estuvo compuesta por ocho equipos divididos en dos zonas de cuatro equipos cada uno y se resolvieron con el sistema de todos contra todos a una sola ronda y alternando encuentros de local y visitante. Se otorgaron 4 puntos por partido ganado, 2 por partido empatado y 0 por partido perdido. Se otorgó 1 punto bonus ofensivo en el caso de marcar cuatro tries o más y 1 punto bonus defensivo por perder por siete puntos de diferencia o menos. Los 1.º y 2.º de cada zona clasificaron a las semifinales. 
En las semifinales se enfrentaron el 1.º de la Zona 1 contra el 2.º de la Zona 2 y viceversa. Los 1.º de cada zona fueron locales. Los ganadores de las semifinales clasificaron a la final para determinar el campeón de la temporada. Para la definición de la localía en la final, se invirtieron las localías de las semifinales y en caso de no ser posible se procedería a realizar un sorteo.
Los equipos que ocuparon el 4.º puesto en sus zonas jugaron dos partidos entre sí para definir el descenso a la Zona Ascenso de la siguiente edición. Fue local en el partido de ida el equipo que haya obtenido la menor cantidad de puntos en su zona (en caso de tener la misma cantidad, se decidiría por sorteo).
Zona Ascenso
La Zona Ascenso estuvo compuesta por dieciséis equipos divididos en cuatro zonas de cuatro equipos cada una. Las equipos fueron distribuidos de acuerdo a su ubicación geográfica con dos zonas Norte y dos zonas Sur. Cada zona se resolvió con el sistema de todos contra todos a una sola ronda y alternando encuentros de local y visitante. Se otorgaron 4 puntos por partido ganado, 2 por partido empatado y 0 por partidos perdidos. Se otorgó 1 punto bonus ofensivo en el caso de marcar cuatro tries o más y 1 punto bonus defensivo por perder por siete puntos de diferencia o menos. Los 1.º y 2.º de cada zona clasificaron a las cuartos de final.
En los cuartos de final se enfrentaron el 1.º de la zona 1 contra el 2.º de la zona 2 de la misma zona geografía (Norte o Sur) y viceversa. Los 1.º de cada zona fueron locales. Los ganadores de los cuartos de final se enfrentaron en semifinales a los otros ganadores de su misma zona geográfica, garantizando así una final entre un equipo del norte y otro del sur. El campeón de la Zona Ascenso ascendió a la Zona Campeonato de la siguiente edición.
Para la definición de la localía en las semifinales y la final, se invirtieron las localías de las instancias anteriores y en caso de no ser posible, se procedió a realizar un sorteo.

## Zona Campeonato

### Zona 1
| Pos. | Equipos       | Partidos | Partidos | Partidos | Tantos | Tantos | Tantos | Pts. |
| Pos. | Equipos       | G        | E        | P        | PF     | PC     | DP     | Pts. |
| ---- | ------------- | -------- | -------- | -------- | ------ | ------ | ------ | ---- |
| 1.°  | Cuyo          | 2        | 0        | 1        | 99     | 66     | +33    | 11   |
| 2.°  | Córdoba       | 2        | 0        | 1        | 87     | 58     | +29    | 10   |
| 3.°  | Salta         | 2        | 0        | 1        | 84     | 94     | -10    | 9    |
| 4.°  | Mar del Plata | 0        | 0        | 3        | 46     | 98     | -52    |      |

|  | Clasifica a semifinales |
|  | Desempate descenso      |

| 5 de marzo | Córdoba | 23 - 12 | Mar del Plata | CRAI, Santa Fe                              |                                             |
| |         | Reporte |               | Árbitro(s): Ricardo Ponce De León (Tucumán) | Árbitro(s): Ricardo Ponce De León (Tucumán) |
| La Unión Cordobesa de Rugby actuó de local en la Provincia de Santa Fe debido a las sanciones recibidas por los incidentes ocurridos en el partido ante Buenos Aires del Campeonato Argentino de Mayores 2004. |         |         |               |                                             |                                             |

| 5 de marzo | Cuyo | 29 - 33 | Salta | Polideportivo N°1, San Rafael                                            |                                                                          |
|            |      | Reporte |       | Asistencia: 5000 espectadores Árbitro(s): Miguel Sandoval (Buenos Aires) | Asistencia: 5000 espectadores Árbitro(s): Miguel Sandoval (Buenos Aires) |

| 12 de marzo | Mar del Plata | 10 - 46 | Cuyo | Club Los Cardos, Tandil                   |                                           |
|             |               | Reporte |      | Árbitro(s): Marcelo Pilara (Buenos Aires) | Árbitro(s): Marcelo Pilara (Buenos Aires) |

| 13 de marzo | Córdoba | 41 - 22 | Salta | Córdoba Athletic Club, Córdoba             |                                            |
|             |         | Reporte |       | Árbitro(s): Hernán Filomena (Buenos Aires) | Árbitro(s): Hernán Filomena (Buenos Aires) |

| 19 de marzo | Cuyo | 24 - 23 | Córdoba | San Juan Rugby Club, San Juan      |                                    |
| |      | Reporte |         | Árbitro(s): De Luca (Buenos Aires) | Árbitro(s): De Luca (Buenos Aires) |
| La Unión de Rugby de Cuyo actuó de local en San Juan debido a las sanciones recibidas por los incidentes ocurridos en el partido ante Buenos Aires del Campeonato Argentino de Mayores 2004. |      |         |         |                                    |                                    |

| 19 de marzo | Salta | 29 - 24 | Mar del Plata |  |  |
|             |       | Reporte |               |  |  |

### Zona 2
| Pos. | Equipos      | Partidos | Partidos | Partidos | Tantos | Tantos | Tantos | Pts. |
| Pos. | Equipos      | G        | E        | P        | PF     | PC     | DP     | Pts. |
| ---- | ------------ | -------- | -------- | -------- | ------ | ------ | ------ | ---- |
| 1.°  | Tucumán      | 2        | 1        | 0        | 109    | 60     | +49    | 12   |
| 2.°  | Buenos Aires | 2        | 0        | 1        | 115    | 54     | +61    | 10   |
| 3.°  | Rosario      | 1        | 1        | 1        | 89     | 69     | +20    | 7    |
| 4.°  | Nordeste     | 0        | 0        | 3        | 54     | 184    | -130   | 1    |

|  | Clasifica a semifinales |
|  | Desempate descenso      |

| 5 de marzo | Buenos Aires | 76 - 0  | Nordeste | La Plata Rugby Club, La Plata |                               |
|            |              | Reporte |          | Árbitro(s): Victor Rabuffetti | Árbitro(s): Victor Rabuffetti |

| 5 de marzo | Rosario | 18 - 18 | Tucumán | Duendes Rugby Club, Rosario                |                                            |
|            |         | Reporte |         | Árbitro(s): Leonardo Borghi (Buenos Aires) | Árbitro(s): Leonardo Borghi (Buenos Aires) |

| 12 de marzo | Tucumán | 36 - 13 | Buenos Aires | Tucumán Lawn Tennis, Tucumán                                          |                                                                       |
|             |         | Reporte |              | Asistencia: 6000 espectadores Árbitro(s): Martín Rodríguez (Santa Fe) | Asistencia: 6000 espectadores Árbitro(s): Martín Rodríguez (Santa Fe) |

| 12 de marzo | Rosario | 53 - 25 | Nordeste | Duendes Rugby Club, Rosario             |                                         |
|             |         | Reporte |          | Árbitro(s): Sánchez Ruiz (Buenos Aires) | Árbitro(s): Sánchez Ruiz (Buenos Aires) |

| 19 de marzo | Buenos Aires | 26 - 18 | Rosario | Club Champagnat, General Pacheco            |                                             |
|             |              | Reporte |         | Árbitro(s): Ricardo Ponce de León (Tucumán) | Árbitro(s): Ricardo Ponce de León (Tucumán) |

| 19 de marzo | Nordeste | 29 - 55 | Tucumán | Taragüy Rugby Club, Corrientes                                           |                                                                          |
|             |          | Reporte |         | Asistencia: 1500 espectadores Árbitro(s): Federico Cuesta (Buenos Aires) | Asistencia: 1500 espectadores Árbitro(s): Federico Cuesta (Buenos Aires) |

### Desempate descenso
La Unión de Rugby de Mar del Plata ganó la serie por un resultado global de 43-30 y mantuvo la categoría.
| 26 de marzo | Mar del Plata | 34 - 9  | Nordeste | Villa Marista, Mar del Plata         |                                      |
|             |               | Reporte |          | Árbitro(s): Bruce Kuklinski (Canadá) | Árbitro(s): Bruce Kuklinski (Canadá) |

| 2 de abril | Nordeste | 21 - 9  | Mar del Plata | Aranduroga RC, Corrientes               |                                         |
|            |          | Reporte |               | Árbitro(s): Martín Rodríguez (Santa Fe) | Árbitro(s): Martín Rodríguez (Santa Fe) |

### Fase final
|  | Semifinales  | Semifinales  | Semifinales |      |         | Final      | Final      | Final      |  |
|  | 26 de marzo  | 26 de marzo  | 26 de marzo |      |         | 2 de abril | 2 de abril | 2 de abril |  |
|  |              |              |             |      |         |            |            |            |  |
|  |              |              |             |      |         |            |            |            |  |
|  | Tucumán      | Tucumán      | 43          |      |         |            |            |            |  |
|  | Tucumán      | Tucumán      | 43          |      |         |            |            |            |  |
|  | Córdoba      | Córdoba      | 18          |      |         |            |            |            |  |
|  | Córdoba      | Córdoba      | 18          |      | Tucumán | Tucumán    | 28         |            |  |
|  |              |              |             |      | Tucumán | Tucumán    | 28         |            |  |
|  |              |              | Cuyo        | Cuyo | 9       |            |            |            |  |
|  | Cuyo         | Cuyo         | Cuyo        | Cuyo | 9       | 22         |            |            |  |
|  | Cuyo         | Cuyo         |             |      |         | 22         |            |            |  |
|  | Buenos Aires | Buenos Aires | 19          |      |         |            |            |            |  |
|  | Buenos Aires | Buenos Aires | 19          |      |         |            |            |            |  |
|  |              |              |             |      |         |            |            |            |  |

#### Semifinales
| 26 de marzo | Cuyo | 22 - 19 | Buenos Aires | San Juan Rugby Club, San Juan       |                                     |
|             |      | Reporte |              | Árbitro(s): Daniel Jabase (Córdoba) | Árbitro(s): Daniel Jabase (Córdoba) |

| 26 de marzo | Tucumán | 43 - 18 | Córdoba | Tucumán Lawn Tennis, Tucumán                              |                                                           |
|             |         | Reporte |         | Asistencia: 6000 espectadores Árbitro(s): Miguel Sandoval | Asistencia: 6000 espectadores Árbitro(s): Miguel Sandoval |

#### Final
| 2 de abril                                                              | Tucumán | 28 - 9  | Cuyo | Tucumán Lawn Tennis, Tucumán                                             |                                                                          |
|                                                                         |         | Reporte |      | Asistencia: 8000 espectadores Árbitro(s): Víctor Rabuffetti (Entre Ríos) | Asistencia: 8000 espectadores Árbitro(s): Víctor Rabuffetti (Entre Ríos) |
| La Unión de Rugby de Tucumán ganó el sorteo por la localía de la final. |         |         |      |                                                                          |                                                                          |

| Bandera de la Provincia de Tucumán |
| Tucumán Campeón                    |
| Octavo título                      |

## Zona Ascenso

### Zona Norte 1
| Pos. | Equipos         | Partidos | Partidos | Partidos | Tantos | Tantos | Tantos | Pts. |
| Pos. | Equipos         | G        | E        | P        | PF     | PC     | DP     | Pts. |
| ---- | --------------- | -------- | -------- | -------- | ------ | ------ | ------ | ---- |
| 1.°  | San Juan        | 3        | 0        | 0        | 200    | 29     | +171   | 15   |
| 2.°  | Sgo. del Estero | 2        | 0        | 1        | 94     | 86     | +8     | 10   |
| 3.°  | Jujuy           | 1        | 0        | 2        | 48     | 158    | -110   | 4    |
| 4.°  | San Luis        | 0        | 0        | 3        | 34     | 103    | -69    | 0    |

|  | Clasifica a cuartos de final |

| 26 de febrero | San Juan | 113 - 12 | Jujuy |                                 |                                 |
|               |          | Reporte  |       | Árbitro(s): Agustín Roby (Cuyo) | Árbitro(s): Agustín Roby (Cuyo) |

| 26 de febrero | Santiago del Estero | 51 - 15 | San Luis |                                    |                                    |
|               |                     | Reporte |          | Árbitro(s): Carlos Pinto (Tucumán) | Árbitro(s): Carlos Pinto (Tucumán) |

| 5 de marzo | San Luis | 12 - 34 | San Juan |                    |                    |
|            |          | Reporte |          | Árbitro(s): Molina | Árbitro(s): Molina |

| 5 de marzo | Santiago del Estero | 38 - 18 | Jujuy | Santiago Lawn Tennis, Santiago del Estero |                           |
|            |                     | Reporte |       | Árbitro(s): Ómar Alcoccer                 | Árbitro(s): Ómar Alcoccer |

| 12 de marzo | Jujuy | 18 - 7  | San Luis |                          |                          |
|             |       | Reporte |          | Árbitro(s): Díaz (Salta) | Árbitro(s): Díaz (Salta) |

| 12 de marzo | San Juan | 53 - 5  | Santiago del Estero | | |
|             |          | Reporte |                     | Árbitro(s): https://web.archive.org/web/20080226033820/http://uar.com.ar/torneo_arg_mayores_2005.htm | Árbitro(s): https://web.archive.org/web/20080226033820/http://uar.com.ar/torneo_arg_mayores_2005.htm |

### Zona Norte 2
| Pos. | Equipos    | Partidos | Partidos | Partidos | Tantos | Tantos | Tantos | Pts. |
| Pos. | Equipos    | G        | E        | P        | PF     | PC     | DP     | Pts. |
| ---- | ---------- | -------- | -------- | -------- | ------ | ------ | ------ | ---- |
| 1.°  | Santa Fe   | 3        | 0        | 0        | 136    | 23     | +113   | 15   |
| 2.°  | Entre Ríos | 2        | 0        | 1        | 70     | 47     | +23    | 9    |
| 3.°  | Formosa    | 1        | 0        | 2        | 37     | 96     | -59    |      |
| 4.°  | Misiones   | 0        | 0        | 3        | 28     | 105    | -77    | 0    |

|  | Clasifica a cuartos de final |

| 25 de febrero | Santa Fe | 65 - 3  | Misiones | Santa Fe Rugby Club, Santa Fe      |                                    |
|               |          | Reporte |          | Árbitro(s): Mauro Rivera (Rosario) | Árbitro(s): Mauro Rivera (Rosario) |

| 26 de febrero | Entre Ríos | 40 - 7  | Formosa | Paraná,                                    |                                            |
|               |            | Reporte |         | Árbitro(s): Federico Cuesta (Buenos Aires) | Árbitro(s): Federico Cuesta (Buenos Aires) |

| 5 de marzo | Formosa | 10 - 39 | Santa Fe | Aguará RHC, Formosa                  |                                      |
|            |         | Reporte |          | Árbitro(s): José Favretto (Nordeste) | Árbitro(s): José Favretto (Nordeste) |

| 5 de marzo | Entre Ríos | 20 - 8  | Misiones | CA Estudiantes, Paraná                 |                                        |
|            |            | Reporte |          | Árbitro(s): Raúl Sauro (Mar del Plata) | Árbitro(s): Raúl Sauro (Mar del Plata) |

| 12 de marzo | Santa Fe | 32 - 10 | Entre Ríos | CRAI, Santa Fe                       |                                      |
|             |          | Reporte |            | Árbitro(s): Javier Mancuso (Córdoba) | Árbitro(s): Javier Mancuso (Córdoba) |

| 12 de marzo | Misiones | 17 - 20 | Formosa |                                |                                |
|             |          | Reporte |         | Árbitro(s): Morales (Nordeste) | Árbitro(s): Morales (Nordeste) |

### Zona Sur 1
| Pos. | Equipos    | Partidos | Partidos | Partidos | Tantos | Tantos | Tantos | Pts. |
| Pos. | Equipos    | G        | E        | P        | PF     | PC     | DP     | Pts. |
| ---- | ---------- | -------- | -------- | -------- | ------ | ------ | ------ | ---- |
| 1.°  | Alto Valle | 3        | 0        | 0        | 146    | 22     | +124   | 14   |
| 2.°  | Sur        | 2        | 0        | 1        | 156    | 31     | +125   | 10   |
| 3.°  | Oeste      | 1        | 0        | 2        | 63     | 89     | -26    | 5    |
| 4.°  | Centro     | 0        | 0        | 3        | 3      | 226    | -223   | 0    |

|  | Clasifica a cuartos de final |

| 26 de febrero | Alto Valle | 48 - 11 | Oeste | Marabunta RC, Cipolletti        |                                 |
|               |            | Reporte |       | Árbitro(s): Alberto Cohen (Sur) | Árbitro(s): Alberto Cohen (Sur) |

| 26 de febrero | Sur | 104 - 3 | Centro | Sociedad Sportiva, Bahía Blanca        |                                        |
|               |     | Reporte |        | Árbitro(s): Raúl Sauro (Mar del Plata) | Árbitro(s): Raúl Sauro (Mar del Plata) |

| 5 de marzo | Centro | 0 - 70  | Alto Valle | Olavarría,                                 |                                            |
|            |        | Reporte |            | Árbitro(s): Hernán Filomena (Buenos Aires) | Árbitro(s): Hernán Filomena (Buenos Aires) |

| 6 de marzo | Sur | 41 - 0  | Oeste | CUBB, Bahía Blanca                  |                                     |
|            |     | Reporte |       | Árbitro(s): Daniel Araque (Austral) | Árbitro(s): Daniel Araque (Austral) |

| 12 de marzo | Alto Valle | 28 - 11 | Sur | Marabunta RC, Cipolletti        |                                 |
|             |            | Reporte |     | Árbitro(s): Andrés Ramos (Cuyo) | Árbitro(s): Andrés Ramos (Cuyo) |

| 13 de marzo | Oeste | 52 - 0  | Centro | SORUC, Chacabuco                   |                                    |
|             |       | Reporte |        | Árbitro(s): Carlos Tizón (Rosario) | Árbitro(s): Carlos Tizón (Rosario) |

### Zona Sur 2
| Pos. | Equipos          | Partidos | Partidos | Partidos | Tantos | Tantos | Tantos | Pts. |
| Pos. | Equipos          | G        | E        | P        | PF     | PC     | DP     | Pts. |
| ---- | ---------------- | -------- | -------- | -------- | ------ | ------ | ------ | ---- |
| 1.°  | Chubut           | 3        | 0        | 0        | 122    | 14     | +108   | 14   |
| 2.°  | Austral          | 2        | 0        | 1        | 59     | 24     | +35    | 10   |
| 3.°  | Tierra del Fuego | 1        | 0        | 2        | 22     | 120    | -98    | 4    |
| 4.°  | Lagos del Sur    | 0        | 0        | 3        | 35     | 80     | -45    | 1    |

|  | Clasifica a cuartos de final |

| 19 de febrero | Lagos del Sur | 14 - 47 | Chubut | Arelauquen G&CC, Bariloche |  |
|               |               | Reporte |        |                            |  |

| 24 de febrero | Austral | 23 - 12 | Lagos del Sur | Comodoro Rivadavia,                   |                                       |
|               |         | Reporte |               | Árbitro(s): Daniel Barchetta (Chubut) | Árbitro(s): Daniel Barchetta (Chubut) |

| 27 de febrero | Tierra del Fuego | 10 - 9  | Lagos del Sur | Ushuaia,                            |                                     |
|               |                  | Reporte |               | Árbitro(s): Daniel Araque (Austral) | Árbitro(s): Daniel Araque (Austral) |

| 4 de marzo | Austral | 36 - 12 | Tierra del Fuego |                                       |                                       |
|            |         | Reporte |                  | Árbitro(s): Daniel Barchetta (Chubut) | Árbitro(s): Daniel Barchetta (Chubut) |

| 6 de marzo | Chubut | 75 - 0  | Tierra del Fuego | Puerto Madryn RC, Puerto Madryn |                                 |
|            |        | Reporte |                  | Árbitro(s): Carlos Vigier (Sur) | Árbitro(s): Carlos Vigier (Sur) |

| 12 de marzo | Chubut | 10 - 0  | Austral | Puerto Madryn RC, Puerto Madryn            |                                            |
|             |        | Reporte |         | Árbitro(s): Federico Cuesta (Buenos Aires) | Árbitro(s): Federico Cuesta (Buenos Aires) |

### Fase final
|  | Cuartos de final    | Cuartos de final    | Cuartos de final |            |          | Semifinales | Semifinales | Semifinales |  |            | Final      | Final      | Final      |  |
|  | 19 de marzo         | 19 de marzo         | 19 de marzo      |            |          | 26 de marzo | 26 de marzo | 26 de marzo |  |            | 2 de abril | 2 de abril | 2 de abril |  |
|  |                     |                     |                  |            |          |             |             |             |  |            |            |            |            |  |
|  |                     |                     |                  |            |          |             |             |             |  |            |            |            |            |  |
|  | Chubut              | Chubut              | 17               |            |          |             |             |             |  |            |            |            |            |  |
|  | Chubut              | Chubut              | 17               |            |          |             |             |             |  |            |            |            |            |  |
|  | Sur                 | Sur                 | 15               |            |          |             |             |             |  |            |            |            |            |  |
|  | Sur                 | Sur                 | 15               |            | Chubut   | Chubut      | 15          |             |  |            |            |            |            |  |
|  |                     |                     |                  |            | Chubut   | Chubut      | 15          |             |  |            |            |            |            |  |
|  |                     |                     | Alto Valle       | Alto Valle | 17       |             |             |             |  |            |            |            |            |  |
|  | Alto Valle          | Alto Valle          | Alto Valle       | Alto Valle | 17       | 72          |             |             |  |            |            |            |            |  |
|  | Alto Valle          | Alto Valle          |                  |            |          |             |             |             |  |            |            |            |            |  |
|  | Austral             | Austral             | 12               |            |          |             |             |             |  |            |            |            |            |  |
|  | Austral             | Austral             | 12               |            |          |             |             |             |  | Alto Valle | Alto Valle | 13         |            |  |
|  |                     |                     |                  |            |          |             |             |             |  | Alto Valle | Alto Valle | 13         |            |  |
|  |                     |                     | Santa Fe         | Santa Fe   | 17       |             |             |             |  |            |            |            |            |  |
|  | Santa Fe            | Santa Fe            | Santa Fe         | Santa Fe   | 17       | 43          |             |             |  |            |            |            |            |  |
|  | Santa Fe            | Santa Fe            |                  |            |          |             |             |             |  |            |            |            |            |  |
|  | Santiago del Estero | Santiago del Estero | 7                |            |          |             |             |             |  |            |            |            |            |  |
|  | Santiago del Estero | Santiago del Estero | 7                |            | Santa Fe | Santa Fe    | 12          |             |  |            |            |            |            |  |
|  |                     |                     |                  |            | Santa Fe | Santa Fe    | 12          |             |  |            |            |            |            |  |
|  |                     |                     | San Juan         | San Juan   | 11       |             |             |             |  |            |            |            |            |  |
|  | San Juan            | San Juan            | San Juan         | San Juan   | 11       | 24          |             |             |  |            |            |            |            |  |
|  | San Juan            | San Juan            |                  |            |          |             |             |             |  |            |            |            |            |  |
|  | Entre Ríos          | Entre Ríos          | 21               |            |          |             |             |             |  |            |            |            |            |  |
|  | Entre Ríos          | Entre Ríos          | 21               |            |          |             |             |             |  |            |            |            |            |  |
|  |                     |                     |                  |            |          |             |             |             |  |            |            |            |            |  |

#### Cuartos de final
| 19 de marzo | San Juan | 24 - 21 | Entre Ríos |  |  |
|             |          | Reporte |            |  |  |

| 19 de marzo | Santa Fe | 43 - 7  | Santiago del Estero | CRAI, Santa Fe                       |                                      |
|             |          | Reporte |                     | Árbitro(s): Bruce Kuklinski (Canadá) | Árbitro(s): Bruce Kuklinski (Canadá) |

| 19 de marzo | Alto Valle | 72 - 12 | Austral | Roca Rugby Club, General Roca |  |
|             |            | Reporte |         |                               |  |

| 19 de marzo | Chubut | 17 - 15 | Sur | Puerto Madryn RC, Puerto Madryn            |                                            |
|             |        | Reporte |     | Árbitro(s): Martín Laurelli (Buenos Aires) | Árbitro(s): Martín Laurelli (Buenos Aires) |

#### Semifinales
| 26 de marzo                                                  | Santa Fe | 12 - 11 | San Juan | Santa Fe Rugby Club, Santa Fe              |                                            |
|                                                              |          | Reporte |          | Árbitro(s): Federico Cuesta (Buenos Aires) | Árbitro(s): Federico Cuesta (Buenos Aires) |
| La Unión Santafesina de Rugby ganó el sorteo por la localía. |          |         |          |                                            |                                            |

| 26 de marzo                                                           | Chubut | 15 - 17 | Alto Valle | Trelew Rugby Club, Trelew                  |                                            |
|                                                                       |        | Reporte |            | Árbitro(s): Marcelo Toscano (Buenos Aires) | Árbitro(s): Marcelo Toscano (Buenos Aires) |
| La Unión de Rugby del Valle del Chubut ganó el sorteo por la localía. |        |         |            |                                            |                                            |

#### Final
| 2 de abril | Alto Valle | 13 - 17 | Santa Fe | Neuquén Rugby Club, Neuquén                                              |                                                                          |
|            |            | Reporte |          | Asistencia: 1800 espectadores Árbitro(s): Leonardo Borghi (Buenos Aires) | Asistencia: 1800 espectadores Árbitro(s): Leonardo Borghi (Buenos Aires) |

| Bandera de la Provincia de Santa Fe |
| Santa Fe Campeón Zona Ascenso       |